# Сплог
Сплог (англ. splog, неологизм от англ. spam blog — спам-блог) — сайт-блог, созданный для раскрутки других сайтов.

## История
Термин сплог был популяризован около середины августа 2005 года, когда был использован Марком Кьюбаном (англ. Mark Cuban). Сплог развился из линклога, который также использовался для влияния на поисковые системы.

## Отличие сплога от блога
Сплог по своему виду похож на блог, основное отличие — в контенте. Контент сплогов не является качественным или уникальным, часто он генерируется автоматически с использованием других ресурсов — популярных RSS-лент и блогов.
Часто сплоги создаются в большом количестве — они не ориентированы на постоянную аудиторию пользователей, но за счёт большого количества сплогов и получения небольшого объёма трафика с поисковиков, достигается необходимый эффект привлечения определённого количества читателей. По сути пользователи ищут нужную им информацию, а поисковые машины частично выводят их на сплоги, в результате же пользователи не находят нужную им информацию, но видят определённую рекламу и ссылки на другие ресурсы.
Для увеличения рейтинга страниц для поисковых машин осуществляется взаимный обмен ссылками, регистрация в каталогах, а иногда и спамерская деятельность. Для сплогов также важна и поисковая оптимизация.